# Liste der Monuments historiques in Génos (Haute-Garonne)
Die Liste der Monuments historiques in Génos (Haute-Garonne) führt die Monuments historiques in der französischen Gemeinde Génos auf.

## Liste der Bauwerke
| Bezeichnung    | Beschreibung                  | Standort | Kennzeichnung | Schutzstatus | Datum | Bild |
| -------------- | ----------------------------- | -------- | ------------- | ------------ | ----- | ---- |
| Kirche St-Roch | Erbaut ab dem 12. Jahrhundert | (Lage)   | PA31000075    | Inscrit      | 2006  |      |